# سن کایتانو (کونیدینامارکا)
سن کایتانو (انگلیسی: San Cayetano, Cundinamarca) نام یک منطقه مسکونی در کلمبیا است.